# Fotbal Club Universitatea Cluj 2025-2026
Questa voce raccoglie le informazioni riguardanti il Fotbal Club Universitatea Cluj nelle competizioni ufficiali della stagione 2025-2026.

## Stagione
Nella stagione 2025-2026 l'Universitatea Cluj disputa il campionato di Liga I, dopo il quarto posto della stagione precedente.
In Conference League viene eliminata al secondo turno di qualificazione dall'Ararat-Armenia.

## Divise e sponsor
Lo sponsor tecnico per la stagione 2025-2026 è Adidas, mentre il main sponsor è Superbet.
| Casa | Trasferta |

## Organigramma societario
Area direttiva
- Presidente: Radu Constantea

Area sportiva
- Direttore sportivo: Gabi Giurgiu
- Direttore tecnico: Sandu Tăbârcă
- Team manager: Zsolt Szilágyi

Area tecnica
- Allenatore: Ioan Ovidiu Sabău
- Allenatori in seconda: Daniel Sima, Eugeniu Cebotaru
- Allenatore dei portieri: Florentin Rădulescu
- Preparatori atletici: Flavius Nistor, Lucian Turcu
- Magazziniere: Florin Bibire

Area sanitaria
- Medico sociale: Dragoș Valean
- Fisioterapisti: Alin Ardelean, Liviu Ciuca
- Massaggiatore: Mihai Raul

## Rosa
Rosa e numerazione aggiornate al 18 agosto 2025.
| N. |                                 | Ruolo | Calciatore           |
| -- | ------------------------------- | ----- | -------------------- |
| 1  | Romania (bandiera)              | P     | Ștefan Lefter        |
| 2  | Romania (bandiera)              | D     | Alin Chinteș         |
| 4  | Romania (bandiera)              | C     | Răzvan Oaidă         |
| 6  | Romania (bandiera)              | D     | Iulian Cristea       |
| 7  | Gambia (bandiera)               | C     | Mouhamadou Drammeh   |
| 8  | Romania (bandiera)              | C     | Dorin Codrea         |
| 9  | Romania (bandiera)              | A     | Atanas Trică         |
| 10 | Romania (bandiera)              | C     | Dan Nistor           |
| 11 | Italia (bandiera)               | C     | Alessandro Murgia    |
| 12 | Romania (bandiera)              | P     | Denis Moldovan       |
| 13 | Slovacchia (bandiera)           | C     | Andrej Fábry         |
| 14 | Romania (bandiera)              | D     | Alin Toșca           |
| 16 | Svizzera (bandiera)             | D     | Jasper van der Werff |
| 17 | Bosnia ed Erzegovina (bandiera) | A     | Jovo Lukić           |
| 18 | Romania (bandiera)              | C     | Andrei Artean        |

| N. |                           | Ruolo | Calciatore                   |
| -- | ------------------------- | ----- | ---------------------------- |
| 19 | Costa d'Avorio (bandiera) | A     | Issouf Macalou               |
| 20 | Romania (bandiera)        | C     | Alexandru Bota               |
| 21 | Romania (bandiera)        | C     | Ioan Barstan                 |
| 23 | Uganda (bandiera)         | D     | Elio Capradossi              |
| 24 | Croazia (bandiera)        | D     | Dino Mikanović               |
| 26 | Costa d'Avorio (bandiera) | D     | Jonathan Cissé               |
| 27 | Romania (bandiera)        | C     | Alexandru Chipciu (capitano) |
| 28 | Portogallo (bandiera)     | D     | Miguel Silva                 |
| 30 | Lituania (bandiera)       | P     | Edvinas Gertmonas            |
| 33 | Romania (bandiera)        | P     | Iustin Chirilă               |
| 77 | Romania (bandiera)        | C     | Andrei Gheorghiță            |
| 93 | Senegal (bandiera)        | A     | Mamadou Thiam                |
| 94 | Romania (bandiera)        | C     | Ovidiu Bic                   |
| 98 | Romania (bandiera)        | C     | Gabriel Simion               |
| 99 | Romania (bandiera)        | P     | Tudor Coșa                   |

## Calciomercato

### Sessione estiva(dall'1/7 al 30/9)
| Acquisti         | Acquisti           | Acquisti         | Acquisti      |
| R.               | Nome               | da               | Modalità      |
| ---------------- | ------------------ | ---------------- | ------------- |
| P                | Iustin Chirilă     | Voluntari        | fine prestito |
| D                | Elio Capradossi    | Cittadella       | svincolato    |
| D                | Alin Chinteș       | Unirea Ungheni   | fine prestito |
| D                | Jonathan Cissé     | Oțelul Galați    | svincolato    |
| D                | Dino Mikanović     | Gorica           | svincolato    |
| D                | Miguel Silva       | Oțelul Galați    | svincolato    |
| D                | Alin Toșca         | Benevento        | svincolato    |
| C                | Ioan Barstan       | CFR Cluj         | svincolato    |
| C                | Mouhamadou Drammeh | Sochaux          | svincolato    |
| C                | Andrei Gheorghiță  | FCSB             | prestito      |
| C                | Alessandro Murgia  | SPAL             | svincolato    |
| A                | Jovo Lukić         | Univ. Craiova    | svincolato    |
| A                | Atanas Trică       | Slatina          | svincolato    |
| Altre operazioni |                    |                  |               |
| R.               | Nome               | da               | Modalità      |
| P                | Patrik Kis         | ACS Târgu Mureș  | fine prestito |
| D                | Andrei Dinescu     | Poli Iași        | fine prestito |
| D                | Luca Podea-Oltean  | Gloria Bistrița  | fine prestito |
| C                | Rareș Scocîlcă     | CSM Vaslui       | fine prestito |
| C                | Antonio Suciu      | Minaur Baia Mare | fine prestito |
| C                | Mario Șfaiț        | Zalău            | fine prestito |
| A                | Albert Hofman      | Oțelul Galați    | fine prestito |
| A                | Franck Tchassem    | Argeș Pitești    | fine prestito |

| Cessioni         | Cessioni          | Cessioni           | Cessioni      |
| R.               | Nome              | a                  | Modalità      |
| ---------------- | ----------------- | ------------------ | ------------- |
| D                | Daniel Lasure     |                    | svincolato    |
| D                | Radu Boboc        | Nieciecza          | svincolato    |
| D                | Lucas Masoero     | Nieciecza          | svincolato    |
| D                | Dorinel Oancea    | Argeș Pitești      | svincolato    |
| C                | Ovidiu Popescu    | UTA Arad           | svincolato    |
| C                | Vadim Rață        | Argeș Pitești      | svincolato    |
| C                | Robert Silaghi    | Sepsi              | svincolato    |
| A                | Adel Bettaieb     | Argeș Pitești      | svincolato    |
| A                | Vladislav Blănuță | FC U Craiova       | fine prestito |
| A                | Artur Miranyan    | Bnei Sakhnin       | svincolato    |
| Altre operazioni |                   |                    |               |
| R.               | Nome              | a                  | Modalità      |
| D                | Andrei Dinescu    | Poli Iași          | prestito      |
| D                | Ștefan Opriș      | Poli Iași          | prestito      |
| C                | Tudor Pojar       | Poli Iași          | prestito      |
| C                | Antonio Suciu     | Ceahlăul           | prestito      |
| A                | Alin Baciu        | Minaur Baia Mare   | prestito      |
| A                | Albert Hofman     | Chindia Târgoviște | svincolato    |
| A                | Franck Tchassem   | Argeș Pitești      | svincolato    |

## Risultati

### Liga I

#### Prima fase

##### Girone di andata
| Arbitro: | Vlad Băban |

|                   |           |                                        |
| Codrea 53’ (aut.) | Marcatori | 29’ Macalou 55’ Thiam 76’, 90+1’ Lukić |

| Arbitro: | Adrian Cojocaru |

|                |           |           |
| Capradossi 57’ | Marcatori | 30’ Zsóri |

| Arbitro: | Marcel Bîrsan |

|                              |           |             |
| Al Hamlawi 87’ (rig.), 90+1’ | Marcatori | 32’ M.Silva |

| Arbitro: | István Kovács |

|                   |           |                        |
| Buș 50’ Neguț 54’ | Marcatori | 45+3’ Thiam 72’ Murgia |

| Arbitro: | Rareș Vidican |

|           |           |            |
| Lukić 50’ | Marcatori | 71’ Marian |

| Arbitro: | Florin Andrei |

|  |           |              |
|  | Marcatori | 4’ Mikanović |

| Cluj-Napoca 23 agosto 2025, ore 17:00 EEST 7ª giornata | U Cluj | – referto | Dinamo Bucarest | Cluj Arena |

| 30 agosto 2025, ore 17:00 EEST 8ª giornata | Unirea Slobozia | – referto | U Cluj |  |

| Cluj-Napoca 13 settembre 2025, ore 17:00 EEST 9ª giornata | U Cluj | – referto | Rapid Bucarest | Cluj Arena |

| 20 settembre 2025, ore 17:00 EEST 10ª giornata | Argeș Pitești | – referto | U Cluj |  |

| Cluj-Napoca 27 settembre 2025, ore 17:00 EEST 11ª giornata | U Cluj | – referto | CFR Cluj | Cluj Arena |

| Miercurea Ciuc 4 ottobre 2025, ore 17:00 EEST 12ª giornata | Csíkszereda | – referto | U Cluj | Stadio Municipal Miercurea Ciuc |

| Cluj-Napoca 18 ottobre 2025, ore 17:00 EEST 13ª giornata | U Cluj | – referto | Botoșani | Cluj Arena |

| Galați 25 ottobre 2025, ore 17:00 EEST 14ª giornata | Oțelul Galați | – referto | U Cluj | Stadio Oțelul |

| Cluj-Napoca 1 novembre 2025, ore 17:00 EET 15ª giornata | U Cluj | – referto | FCSB | Cluj Arena |

##### Girone di ritorno
| Cluj-Napoca 8 novembre 2025, ore 17:00 EET 16ª giornata | U Cluj | – referto | Metaloglobus | Cluj Arena |

| Arad 22 novembre 2025, ore 17:00 EET 17ª giornata | UTA Arad | – referto | U Cluj | Stadio Francisc von Neuman |

| Cluj-Napoca 29 novembre 2025, ore 17:00 EET 18ª giornata | U Cluj | – referto | U Craiova | Cluj Arena |

| Cluj-Napoca 6 dicembre 2025, ore 17:00 EET 19ª giornata | U Cluj | – referto | Hermannstadt | Cluj Arena |

| Ploiești 13 dicembre 2025, ore 17:00 EET 20ª giornata | Petrolul Ploiești | – referto | U Cluj | Stadio Ilie Oană |

| Cluj-Napoca 20 dicembre 2025, ore 17:00 EET 21ª giornata | U Cluj | – referto | Farul Costanza | Cluj Arena |

| Bucarest 17 gennaio 2026, ore 17:00 EET 22ª giornata | Dinamo Bucarest | – referto | U Cluj | Stadio Arcul de Triumf |

| Cluj-Napoca 24 gennaio 2026, ore 17:00 EET 23ª giornata | U Cluj | – referto | Unirea Slobozia | Cluj Arena |

| Bucarest 31 gennaio 2026, ore 17:00 EET 24ª giornata | Rapid Bucarest | – referto | U Cluj | Stadio Rapid-Giulești |

| Cluj-Napoca 4 febbraio 2026, ore 17:00 EET 25ª giornata | U Cluj | – referto | Argeș Pitești | Cluj Arena |

| Cluj-Napoca 7 febbraio 2026, ore 17:00 EET 26ª giornata | CFR Cluj | – referto | U Cluj | Stadio Dr. Constantin Rădulescu |

| Cluj-Napoca 14 febbraio 2026, ore 17:00 EET 27ª giornata | U Cluj | – referto | Csíkszereda | Cluj Arena |

| Botoșani 21 febbraio 2026, ore 17:00 EET 28ª giornata | Botoșani | – referto | U Cluj | Stadio Municipal Botoșani |

| Cluj-Napoca 28 febbraio 2026, ore 17:00 EET 29ª giornata | U Cluj | – referto | Oțelul Galați | Cluj Arena |

| Bucarest 7 marzo 2026, ore 17:00 EET 30ª giornata | FCSB | – referto | U Cluj | Arena Națională |

### UEFA Conference League

#### Fase di qualificazione
| Erevan 24 luglio 2025, ore 18:00 CEST Secondo Turno - Andata | Ararat-Armenia     | 0 – 0 referto | U Cluj | Stadio dell'Accademia calcistica di Erevan (1 450 spett.)\| Arbitro: \| Dzmitry Dzmitryieu \| |
| Arbitro:                                                     | Dzmitry Dzmitryieu |               |        |                                                                                               |

| Arbitro: | David Fuxman |

|           |           |                              |
| Lukić 13’ | Marcatori | 53’ Hovhannisyan 117’ Ayongo |

## Statistiche

### Statistiche di squadra
Statistiche aggiornate al 5 agosto 2025 (Liga I esclusa).
| Competizione      | Competizione      | Punti | In casa | In casa | In casa | In casa | In casa | In casa | In trasferta | In trasferta | In trasferta | In trasferta | In trasferta | In trasferta | Totale | Totale | Totale | Totale | Totale | Totale | DR |
| Competizione      | Competizione      | Punti | G       | V       | N       | P       | Gf      | Gs      | G            | V            | N            | P            | Gf           | Gs           | G      | V      | N      | P      | Gf     | Gs     | DR |
| ----------------- | ----------------- | ----- | ------- | ------- | ------- | ------- | ------- | ------- | ------------ | ------------ | ------------ | ------------ | ------------ | ------------ | ------ | ------ | ------ | ------ | ------ | ------ | -- |
| Liga I            | Prima fase        |       |         |         |         |         |         |         |              |              |              |              |              |              |        |        |        |        |        |        |    |
| Cupa României     | Cupa României     | -     |         |         |         |         |         |         |              |              |              |              |              |              |        |        |        |        |        |        |    |
| Conference League | Conference League | -     | 1       | 0       | 0       | 1       | 1       | 2       | 1            | 0            | 1            | 0            | 0            | 0            | 2      | 0      | 1      | 1      | 1      | 2      | -1 |
| Totale            | Totale            | -     |         |         |         |         |         |         |              |              |              |              |              |              |        |        |        |        |        |        |    |

### Andamento in campionato

#### Prima fase
| Giornata  | 1 | 2 | 3 | 4 | 5 | 6 | 7 | 8 | 9 | 10 | 11 | 12 | 13 | 14 | 15 | 16 | 17 | 18 | 19 | 20 | 21 | 22 | 23 | 24 | 25 | 26 | 27 | 28 | 29 | 30 |
| --------- | - | - | - | - | - | - | - | - | - | -- | -- | -- | -- | -- | -- | -- | -- | -- | -- | -- | -- | -- | -- | -- | -- | -- | -- | -- | -- | -- |
| Luogo     | T | C | T | T | C | T | C | T | C | T  | C  | T  | C  | T  | C  | C  | T  | C  | C  | T  | C  | T  | C  | T  | C  | T  | C  | T  | C  | T  |
| Risultato | V | N | P | N | N | V |   |   |   |    |    |    |    |    |    |    |    |    |    |    |    |    |    |    |    |    |    |    |    |    |
| Posizione | 1 | 1 | 6 | 6 | 8 | 6 |   |   |   |    |    |    |    |    |    |    |    |    |    |    |    |    |    |    |    |    |    |    |    |    |

Legenda:

Luogo: C = Casa; T = Trasferta. Risultato: V = Vittoria; N = Pareggio; P = Sconfitta.

### Statistiche dei giocatori
Sono in corsivo i calciatori che hanno lasciato la società a stagione in corso.
Statistiche aggiornate al 6 agosto 2025 (Liga I esclusa).
| Giocatore        | Liga I   | Liga I | Liga I      | Liga I     | Cupa României | Cupa României | Cupa României | Cupa României | Conference League | Conference League | Conference League | Conference League | Totale   | Totale | Totale      | Totale     |
| Giocatore        | Presenze | Reti   | Ammonizioni | Espulsioni | Presenze      | Reti          | Ammonizioni   | Espulsioni    | Presenze          | Reti              | Ammonizioni       | Espulsioni        | Presenze | Reti   | Ammonizioni | Espulsioni |
| ---------------- | -------- | ------ | ----------- | ---------- | ------------- | ------------- | ------------- | ------------- | ----------------- | ----------------- | ----------------- | ----------------- | -------- | ------ | ----------- | ---------- |
| A. Artean        | 0        | 0      | 0           | 0          | 0             | 0             | 0             | 0             | 2                 | 0                 | 1                 | 0                 | 2        | 0      | 1           | 0          |
| I. Barstan       | 0        | 0      | 0           | 0          | 0             | 0             | 0             | 0             | 0                 | 0                 | 0                 | 0                 | 0        | 0      | 0           | 0          |
| O. Bic           | 0        | 0      | 0           | 0          | 0             | 0             | 0             | 0             | 2                 | 0                 | 0                 | 0                 | 2        | 0      | 0           | 0          |
| A. Bota          | 0        | 0      | 0           | 0          | 0             | 0             | 0             | 0             | 0                 | 0                 | 0                 | 0                 | 0        | 0      | 0           | 0          |
| E. Capradossi    | 0        | 0      | 0           | 0          | 0             | 0             | 0             | 0             | 0                 | 0                 | 0                 | 0                 | 0        | 0      | 0           | 0          |
| A. Chinteș       | 0        | 0      | 0           | 0          | 0             | 0             | 0             | 0             | 1                 | 0                 | 0                 | 0                 | 1        | 0      | 0           | 0          |
| A. Chipciu       | 0        | 0      | 0           | 0          | 0             | 0             | 0             | 0             | 2                 | 0                 | 1                 | 0                 | 2        | 0      | 1           | 0          |
| I. Chirilă       | 0        | 0      | 0           | 0          | 0             | 0             | 0             | 0             | 0                 | 0                 | 0                 | 0                 | 0        | 0      | 0           | 0          |
| J. Cissé         | 0        | 0      | 0           | 0          | 0             | 0             | 0             | 0             | 0                 | 0                 | 0                 | 0                 | 0        | 0      | 0           | 0          |
| D. Codrea        | 0        | 0      | 0           | 0          | 0             | 0             | 0             | 0             | 2                 | 0                 | 2                 | 0                 | 2        | 0      | 2           | 0          |
| T. Coșa          | 0        | 0      | 0           | 0          | 0             | 0             | 0             | 0             | 0                 | 0                 | 0                 | 0                 | 0        | 0      | 0           | 0          |
| I. Cristea       | 0        | 0      | 0           | 0          | 0             | 0             | 0             | 0             | 2                 | 0                 | 0                 | 0                 | 2        | 0      | 0           | 0          |
| M. Drammeh       | 0        | 0      | 0           | 0          | 0             | 0             | 0             | 0             | 2                 | 0                 | 1                 | 0                 | 2        | 0      | 1           | 0          |
| A. Fábry         | 0        | 0      | 0           | 0          | 0             | 0             | 0             | 0             | 2                 | 0                 | 0                 | 0                 | 2        | 0      | 0           | 0          |
| E. Gertmonas     | 0        | 0      | 0           | 0          | 0             | 0             | 0             | 0             | 2                 | -2                | 0                 | 0                 | 2        | -2     | 0           | 0          |
| A. Gheorghiță    | 0        | 0      | 0           | 0          | 0             | 0             | 0             | 0             | 0                 | 0                 | 0                 | 0                 | 0        | 0      | 0           | 0          |
| Ș. Lefter        | 0        | 0      | 0           | 0          | 0             | 0             | 0             | 0             | 0                 | 0                 | 0                 | 0                 | 0        | 0      | 0           | 0          |
| J. Lukić         | 0        | 0      | 0           | 0          | 0             | 0             | 0             | 0             | 2                 | 1                 | 0                 | 0                 | 2        | 1      | 0           | 0          |
| I. Macalou       | 0        | 0      | 0           | 0          | 0             | 0             | 0             | 0             | 2                 | 0                 | 0                 | 0                 | 2        | 0      | 0           | 0          |
| D. Mikanović     | 0        | 0      | 0           | 0          | 0             | 0             | 0             | 0             | 0                 | 0                 | 0                 | 0                 | 0        | 0      | 0           | 0          |
| D. Moldovan      | 0        | 0      | 0           | 0          | 0             | 0             | 0             | 0             | 0                 | 0                 | 0                 | 0                 | 0        | 0      | 0           | 0          |
| A. Murgia        | 0        | 0      | 0           | 0          | 0             | 0             | 0             | 0             | 2                 | 0                 | 0                 | 0                 | 2        | 0      | 0           | 0          |
| D. Nistor        | 0        | 0      | 0           | 0          | 0             | 0             | 0             | 0             | 2                 | 0                 | 0                 | 0                 | 2        | 0      | 0           | 0          |
| R. Oaidă         | 0        | 0      | 0           | 0          | 0             | 0             | 0             | 0             | 0                 | 0                 | 0                 | 0                 | 0        | 0      | 0           | 0          |
| M. Silva         | 0        | 0      | 0           | 0          | 0             | 0             | 0             | 0             | 2                 | 0                 | 0                 | 0                 | 2        | 0      | 0           | 0          |
| G. Simion        | 0        | 0      | 0           | 0          | 0             | 0             | 0             | 0             | 2                 | 0                 | 0                 | 0                 | 2        | 0      | 0           | 0          |
| M. Thiam         | 0        | 0      | 0           | 0          | 0             | 0             | 0             | 0             | 2                 | 0                 | 0                 | 0                 | 2        | 0      | 0           | 0          |
| A. Toșca         | 0        | 0      | 0           | 0          | 0             | 0             | 0             | 0             | 0                 | 0                 | 0                 | 0                 | 0        | 0      | 0           | 0          |
| A. Trică         | 0        | 0      | 0           | 0          | 0             | 0             | 0             | 0             | 2                 | 0                 | 0                 | 0                 | 2        | 0      | 0           | 0          |
| J. van der Werff | 0        | 0      | 0           | 0          | 0             | 0             | 0             | 0             | 0                 | 0                 | 0                 | 0                 | 0        | 0      | 0           | 0          |